# Caponia
Caponia es un género de arañas araneomorfas de la familia Caponiidae. Se encuentra en África austral y África Oriental.

## Lista de especies
Según The World Spider Catalog 12.0:
- Caponia abyssinica Strand, 1908
- Caponia braunsi Purcell, 1904
- Caponia capensis Purcell, 1904
- Caponia chelifera Lessert, 1936
- Caponia forficifera Purcell, 1904
- Caponia hastifera Purcell, 1904
- Caponia karrooica Purcell, 1904
- Caponia natalensis (O. Pickard-Cambridge, 1874)
- Caponia secunda Pocock, 1900
- Caponia simoni Purcell, 1904
- Caponia spiralifera Purcell, 1904